# 2014年亞洲運動會舉重比賽
2014年亞洲運動會舉重比賽為第十七屆亞洲運動會的其中一項競賽項目，共產生15面金牌；賽事於2014年9月20日至9月26日在月光節花園舉行。

## 參賽運動員
本屆舉重比賽共有來自 34 個國家/地區的 213 名運動員參加，具體分布如下：
| - 阿富汗（1） - （10） - 中国（15） - 中国香港（1） - 印度尼西亚（10） - 印度（7） - 伊朗（7） - 伊拉克（5） - 约旦（2） - 日本（15） | - （15） - （3） - 韩国（15） - 沙特阿拉伯（8） - 科威特（4） - 马来西亚（1） - 蒙古（8） - 缅甸（2） - 尼泊尔（4） - 巴基斯坦（4） | - 菲律宾（1） - 巴勒斯坦（2） - 朝鲜（12） - （3） - 斯里兰卡（1） - 叙利亚（6） - 泰国（13） - （2） - （8） - 东帝汶（1） | - 中华台北（11） - （8） - 越南（4） - 也门（2） |

## 獎牌統計

### 國家獎牌榜
| 排名 | 国家／地区        | 金牌 | 银牌 | 铜牌 | 總數 |
| ---- | ----------------- | ---- | ---- | ---- | ---- |
| 1    | 中国（CHN）       | 7    | 5    | 2    | 14   |
| 2    | 朝鲜（PRK）       | 4    | 3    | 2    | 9    |
| 3    | 中华台北（TPE）   | 2    | 0    | 2    | 4    |
| 4    | （KAZ）           | 1    | 3    | 0    | 4    |
| 5    | 伊朗（IRI）       | 0    | 1    | 0    | 1    |
| 6    | 印度尼西亚（INA） | 0    | 1    | 1    | 2    |
| 6    | 韩国（KOR）       | 0    | 1    | 1    | 2    |
| 8    | 越南（VIE）       | 0    | 1    | 0    | 1    |
| 8    | 泰国（THA）       | 0    | 0    | 3    | 3    |
| 8    | （UZB）           | 0    | 0    | 3    | 3    |
| 10   | 伊拉克（IRQ）     | 0    | 0    | 1    | 1    |
| 總數 | 總數              | 15   | 15   | 15   | 45   |

### 項目獎牌榜

#### 男子
| 項目                   | 金牌                                       | 银牌                            | 铜牌                                                  |
| 56公斤級 （詳細）      | 严润哲 · 朝鲜（PRK）                       | 石金俊 · 越南（VIE）            | 吴景彪 · 中国（CHN）                                  |
| 62公斤級 （詳細）      | 金恩国 · 朝鲜（PRK）                       | 谌利军 · 中国（CHN）            | 埃科·尤利·伊拉万 · 印度尼西亚（INA）                  |
| 69公斤級 （詳細）      | 林清峰 · 中国（CHN）                       | Kim Myong-hyok · 朝鲜（PRK）    | Karrat Mohammed Jawad Mohammed Kadhum · 伊拉克（IRQ） |
| 77公斤級 （詳細）      | 吕小军 · 中国（CHN）                       | Kim Kwang-song · 朝鲜（PRK）    | 乍杜蓬·真那翁 · 泰国（THA）                           |
| 85公斤級 （詳細）      | 田涛 · 中国（CHN）                         | 基亚努什·罗斯塔米 · 伊朗（IRI） | Ulugbek Alimov · （UZB）                              |
| 94公斤級 （詳細）      | 刘灏 · 中国（CHN）                         | 阿尔马斯·乌捷绍夫 · （KAZ）     | 李昌鎬 · 韩国（KOR）                                  |
| 105公斤級 （詳細）     | 杨哲 · 中国（CHN）                         | Kim Minjae · 韩国（KOR）        | Sardorbek Dusmurotov · （UZB）                        |
| 105公斤以上級 （詳細） | 贝赫达德·萨利米-库尔达西亚比 · 伊朗（IRI） | 艾雨南 · 中国（CHN）            | 陳士杰 · 中华台北（TPE）                              |

#### 女子
| 項目                  | 金牌                            | 银牌                                           | 铜牌                                 |
| 48公斤級 （詳細）     | Margarita Yelisseyeva · （KAZ） | 斯丽·瓦希尤尼·阿古斯蒂亚尼 · 印度尼西亚（INA） | Mahliyo Togoeva · （UZB）            |
| 53公斤級 （詳細）     | 許淑淨 · 中华台北（TPE）        | 祖尔菲亚·钦尚洛 · （KAZ）                      | 张宛琼 · 中国（CHN）                 |
| 58公斤級 （詳細）     | Ri Jong-hwa · 朝鲜（PRK）       | 王帅 · 中国（CHN）                             | Rattikan Gulnoi · 泰国（THA）        |
| 63公斤級 （詳細）     | 林子琦 · 中华台北（TPE）        | 邓薇 · 中国（CHN）                             | 趙卜英 · 朝鲜（PRK）                 |
| 69公斤級 （詳細）     | 向艳梅 · 中国（CHN）            | RYO Unhui · 朝鲜（PRK）                        | 黃釋緒 · 中华台北（TPE）             |
| 75公斤級 （詳細）     | 金恩珠 · 朝鲜（PRK）            | 康月 · 中国（CHN）                             | 林貞心 · 朝鲜（PRK）                 |
| 75公斤以上級 （詳細） | 周璐璐 · 中国（CHN）            | Mariya Grabovetskaya · （KAZ）                 | Chitchanok Pulsabsakul · 泰国（THA） |

## 外部連結
- Schedule and result